# Webera taylorii
Webera taylorii är en bladmossart som beskrevs av Thériot 1936. Webera taylorii ingår i släktet Webera och familjen Bryaceae. Inga underarter finns listade i Catalogue of Life.